# Félix Resurrección Hidalgo
Félix Resurrección Hidalgo y Padilla (Binondo, 21 febbraio 1855 – Barcellona, 13 marzo 1913) è stato un pittore filippino.
È riconosciuto come uno dei grandi pittori filippini del tardo Ottocento, ed ha un posto significativo nella storia filippina per essere stato amico e ispiratore dei membri del movimento riformista filippino, che includeva José Rizal, Marcelo del Pilar, Mariano Ponce e Graciano López Jaena, sebbene egli stesso non sia mai stato coinvolto direttamente in quel movimento, né in seguito associato alla Prima Repubblica filippina sotto Emilio Aguinaldo.
La sua vittoria della medaglia d'argento nell'Esposizione delle Belle Arti di Madrid del 1884, insieme all'oro vinto dal collega pittore filippino Juan Luna, promossero una celebrazione che fu un momento culminante nelle memorie dei membri del movimento riformista filippino, con Rizal che brindò alla salute dei due pittori e citò la loro vittoria come prova che i Filippini e gli Spagnoli erano pari.

## Giovinezza ed educazione
Hidalgo nacque nel quartiere Binondo di Manila il 21 febbraio 1855. Era il terzo dei sette figli di Eduardo Resurrección Hidalgo e Maria Barbara Padilla. Studiò legge all'Università di Santo Tomás, senza mai finirla, e ricevette un baccellierato in filosofia nel marzo 1871. Si iscrisse simultaneamente all'Escuela de Dibujo y Pintura. Nel 1876, espose in anteprima i suoi La barca (La barca nativa), Vendedora de lanzones (Venditrice di lanzones) e altri quadri al Teatro Circo de Bilibid prima che fossero inviati all'Esposizione Centennale di Filadelfia (Pennsylvania) di quell'anno. Nel 1878, dipinse il pungente e ben eseguito Los mendigos (I mendicanti).

## Vita all'estero
Nel 1877, Resurrección Hidalgo fu premiato con il secondo posto per la migliore copertina per l'edizione di lusso di Flora de Filipinas (Piante delle Filippine) di Fr. Manuel Blanco. Nel 1879 partì per la Spagna come pensionado (borsista) in belle arti dell'Ayuntamiento di Manila.

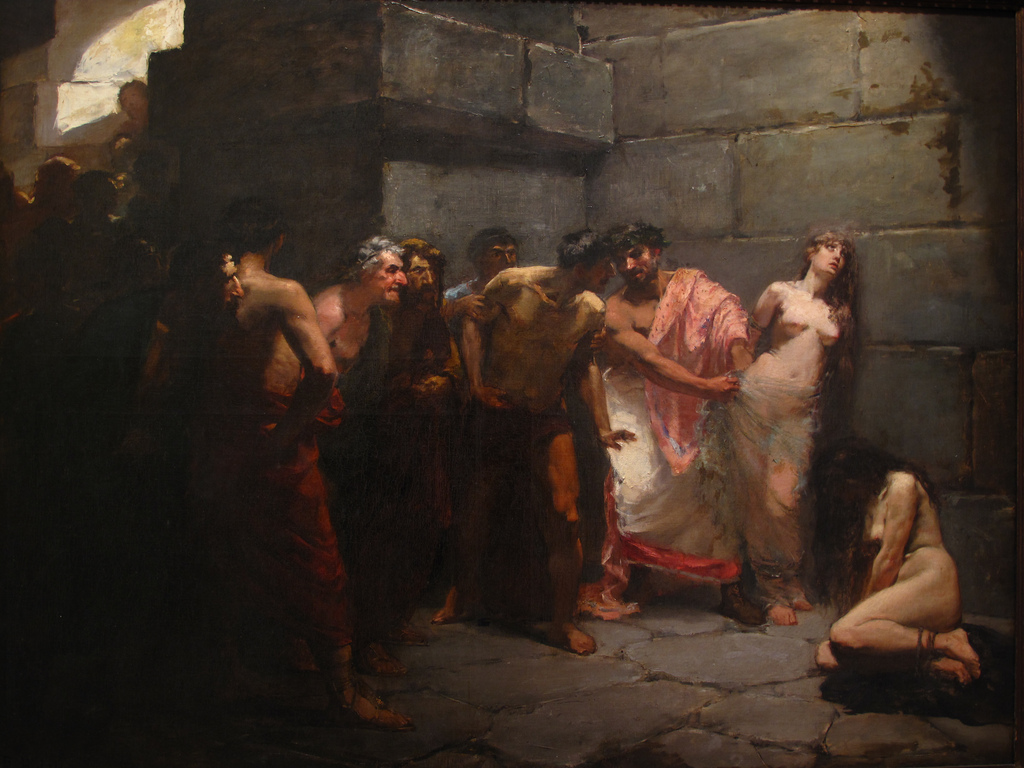
Las virgenes cristianas expuestas al populacho (Le vergini cristiane esposte alla plebe), 1884, Metropolitan Museum of Manila.

Il suo Las virgenes cristianas expuestas al populacho (Le vergini cristiane esposte alla plebe) fu premiato con la nona medaglia d'argento all'Exposición General de Bellas Artes di Madrid del 1884. Questo quadro mostra un gruppo di maschi dall'aspetto rozzo che deridono delle donne cristiane seminude, una delle quali è seduta in primo piano, con il capo chino per la sofferenza. Nella stessa esposizione, Spoliarium di Luna fu premiato con una medaglia d'oro.
Nell'Exposición General de las Islas Filipinas di Madrid nel 1887, Hidalgo presentò La barca de Aqueronte (La barca di Acheronte), 1887, e Laguna estigia (Lo Stige), 1887, per i quali ricevette una medaglia d'oro. La barca fu mostrata di nuovo all'Exposition Universelle di Parigi e fu premiata con una medaglia d'argento da una giuria internazionale. Nel 1891 gli fu conferito un diploma d'onore all'Exposición General de Bellas Artes di Barcellona. Questo quadro ricevette anche una medaglia d'oro all'Esposizione Internazionale delle Belle Arti di Madrid durante la commemorazione del 400º anniversario della scoperta dell'America.

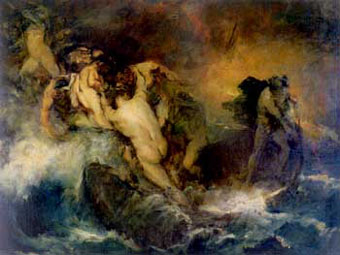
La Barca de Aqueronte, 1887, Museo Nacional de Pintura (Madrid).

Espose Adios del Sol (Addio al sole), 1891 all'Exposición Internacional de Bellas Artes di Madrid di quell'anno ed El crepúsculo (Il crepuscolo), 1893, all'Esposizione Universale di Chicago, sempre in quell'anno. Mostrò di nuovo entrambi i quadri all'Exposición Artistica de Bilbao nell'agosto 1894. Nell'Exposición Regional de Filipinas di Manila del gennaio 1895, Hidalgo fu rappresentato dai suoi quadri realizzati alla grande maniera romantica. Nell'aprile dello stesso anno espose Oedipus y Antigone (Edipo e Antigone), El violinista (Il violinista), Cabeza napolitana (Testa napoletana), Cabeza del viejo (Testa del vecchio), Un religioso (Un religioso), e altri al Salon des Champs-Élysées (Parigi).
Hidalgo ricevette una medaglia d'oro per la sua partecipazione complessiva all'Esposizione internazionale di St. Louis (Missouri) nel 1904. Al suo El violinista fu conferita singolarmente una medaglia d'oro. Nel 1912, visitò i suoi parenti a Manila per sei mesi, dopo i quali ritornò in fretta a Parigi. Sua madre, che non lo vedeva da 30 anni, voleva che stesse con lei nei suoi ultimi giorni, ma egli dovette partire. L'anno seguente, Resurrección Hidalgo morì a Sarriá (Barcellona) dove era andato rimettersi da una salute sempre più cagionevole. I suoi resti furono riportati a Manila, dove ora giace nel mausoleo di famiglia nel Cementerio del Norte.

## Galleria d'immagini

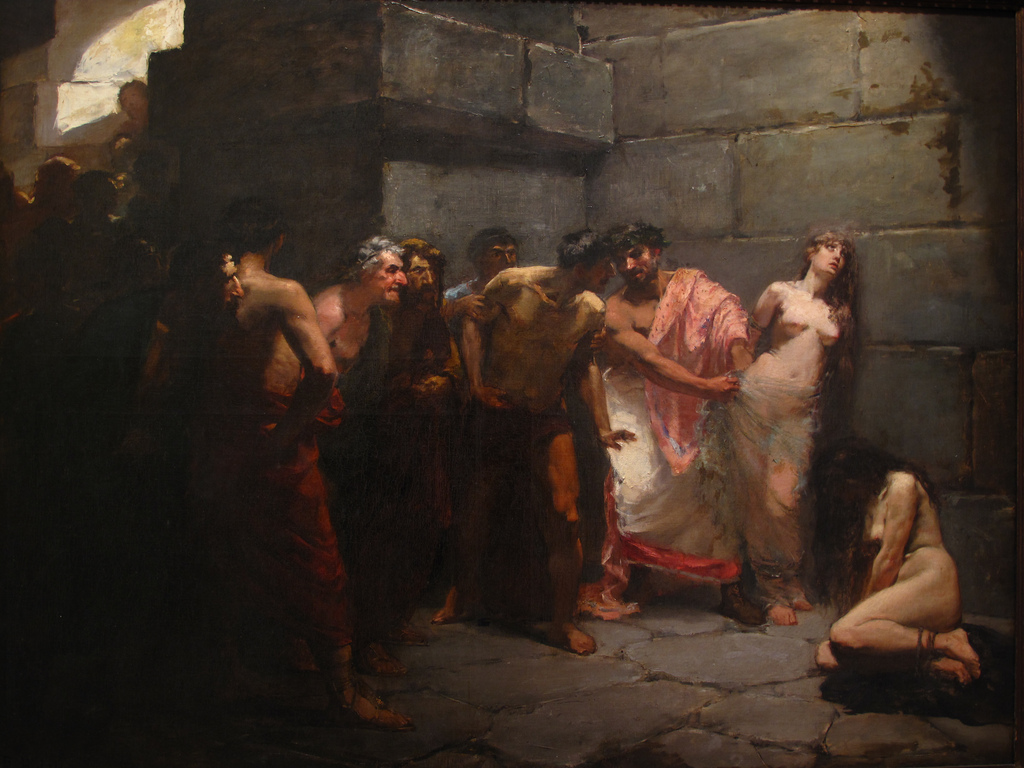
Las vírgenes cristianas expuestas al populacho (Le vergini cristiane esposte alla plebaglia)
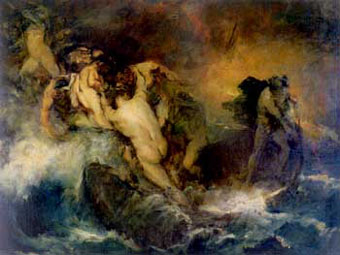
La barca de Aqueronte (La barca di Acheronte)
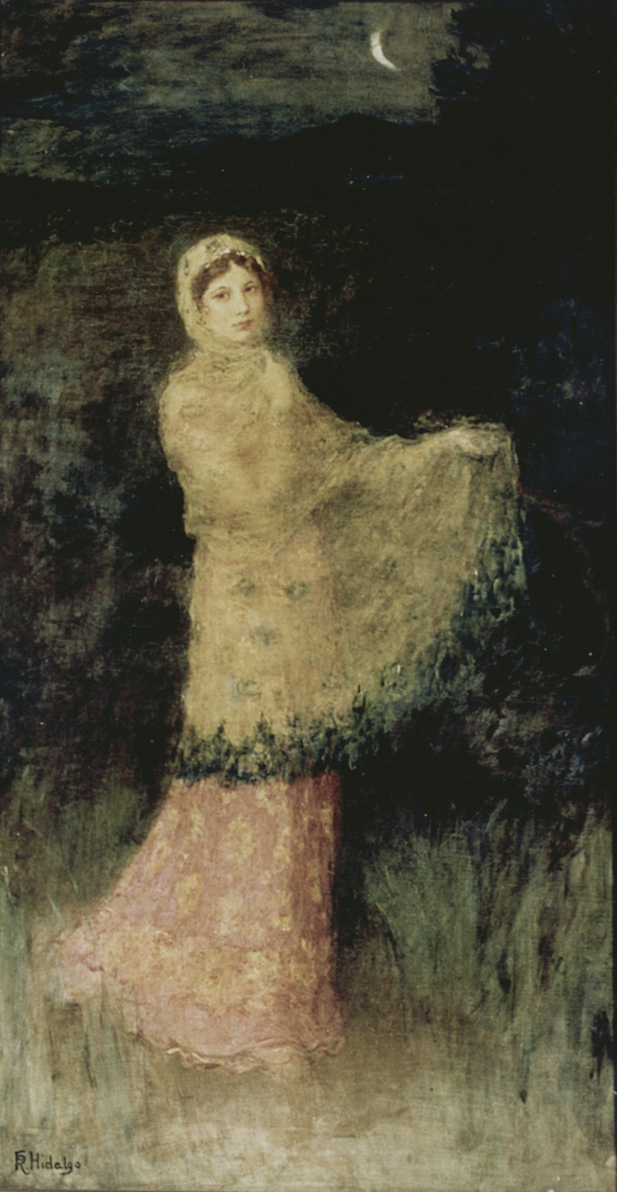
Una dama a la luz de la luna (Una dama alla luce della luna)
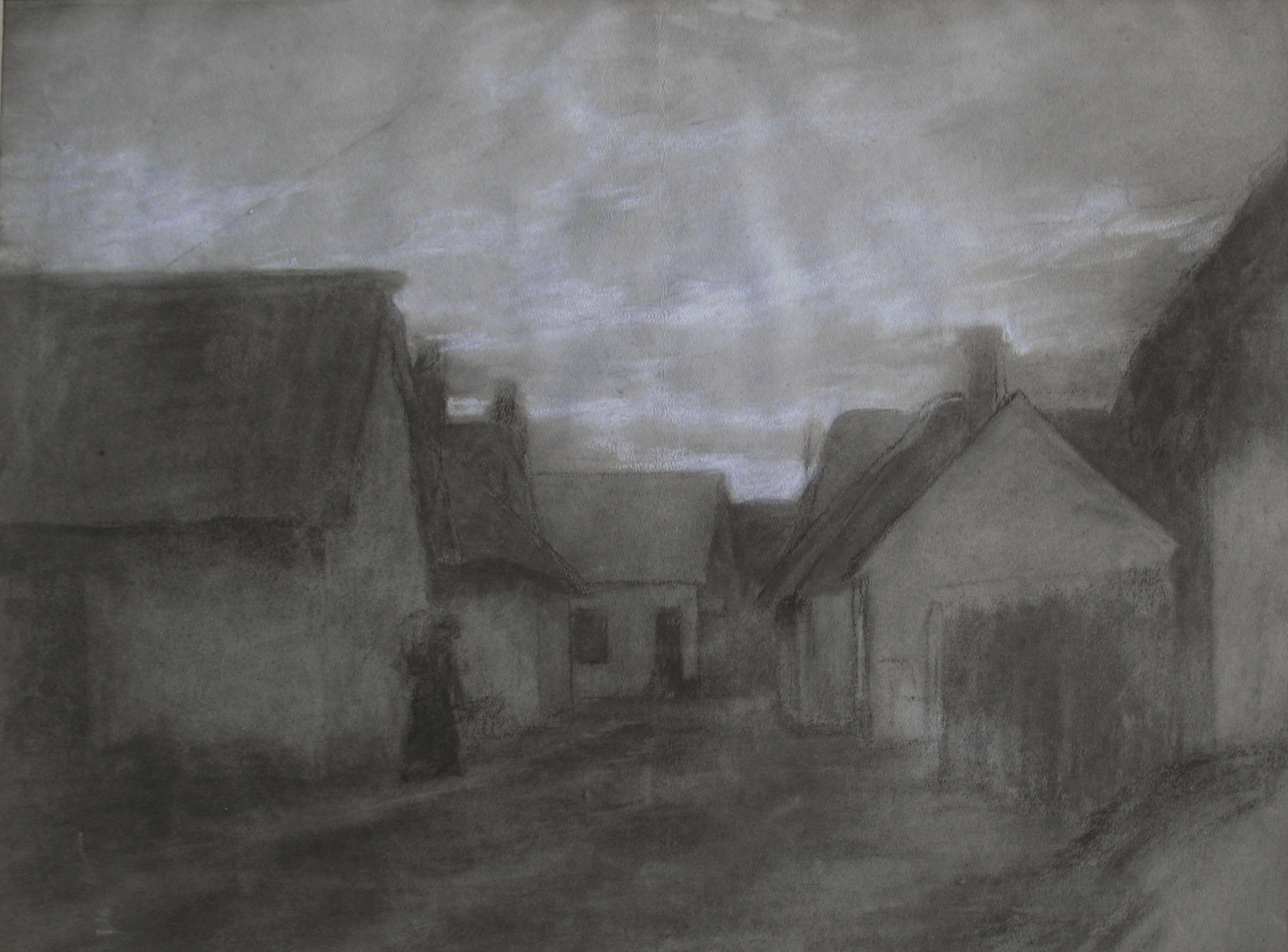
Casa de campo en Normandía (Casa di campagna in Normandia)
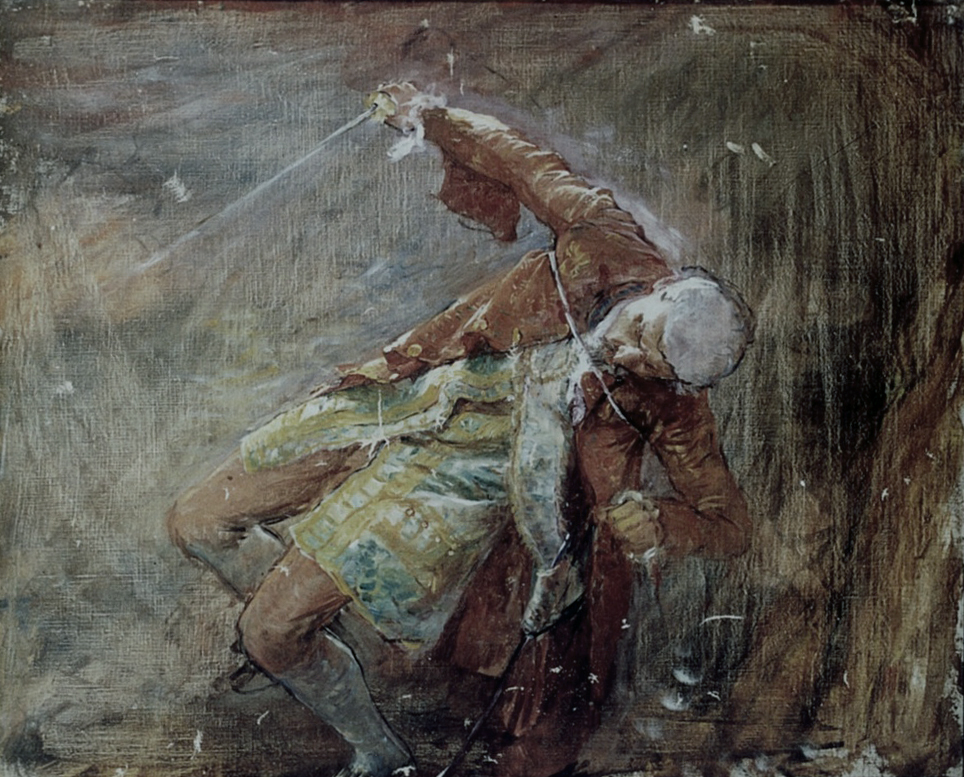
Estudio para "El asesinato del gobernador Bustamante y su hijo" (Studio per "L'assassinio del governatore Bustamante e di suo figlio")
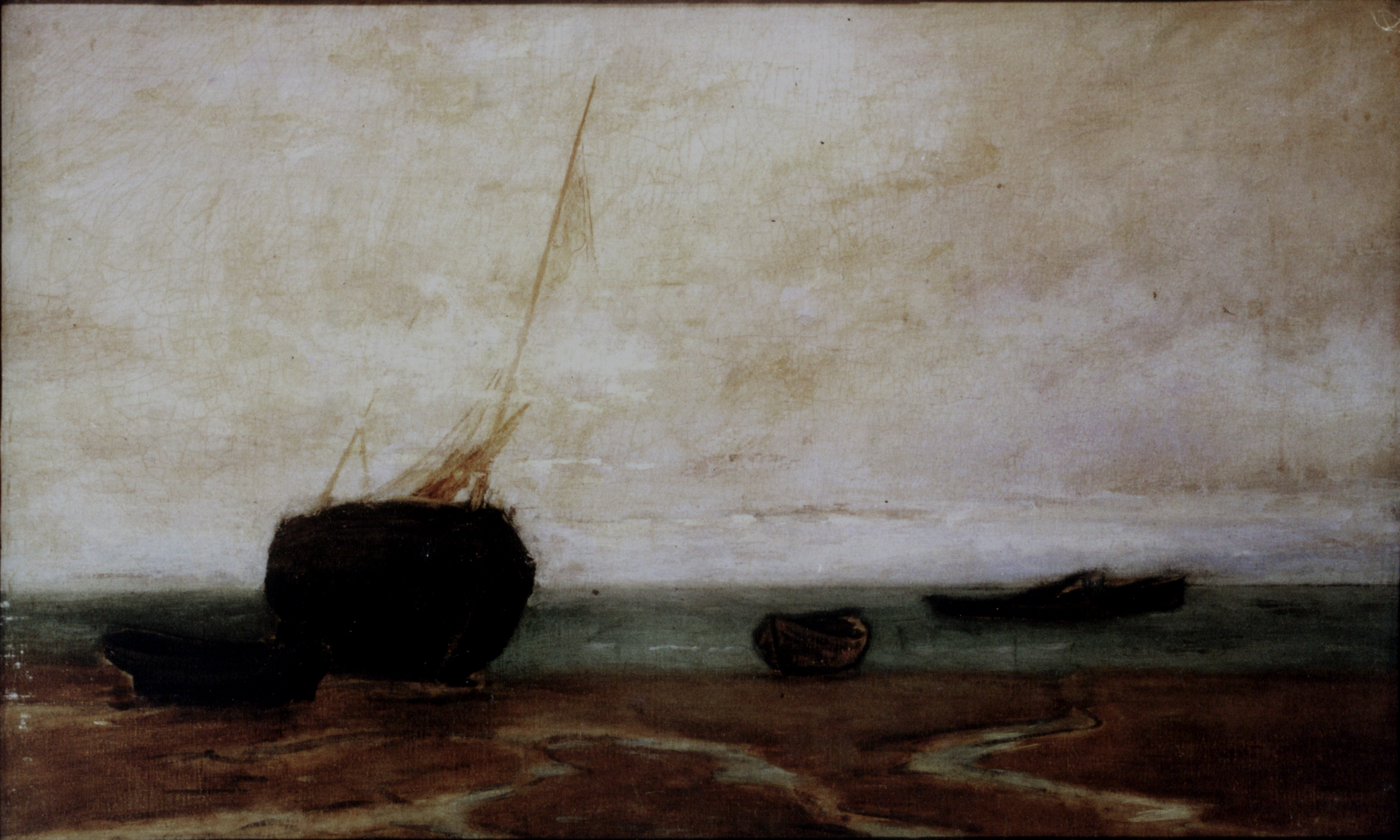
Tras el tifón (Dopo il tifone)
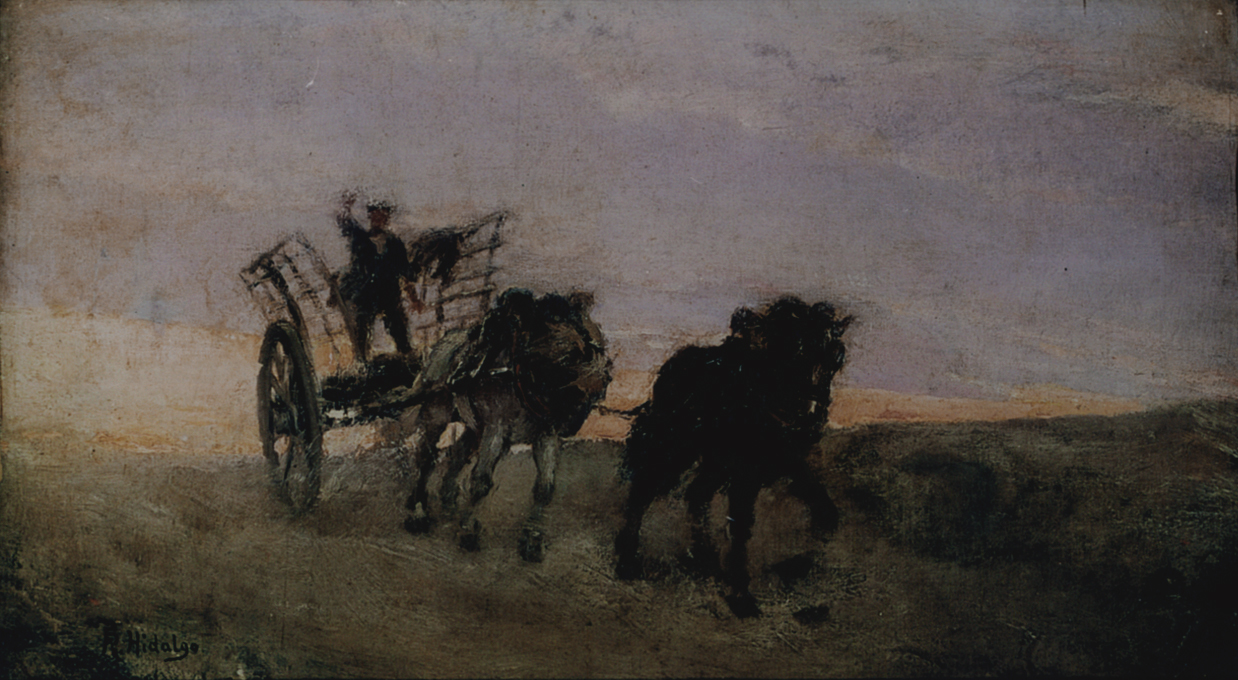
Carruaje de caballos (Carrozza a cavalli)
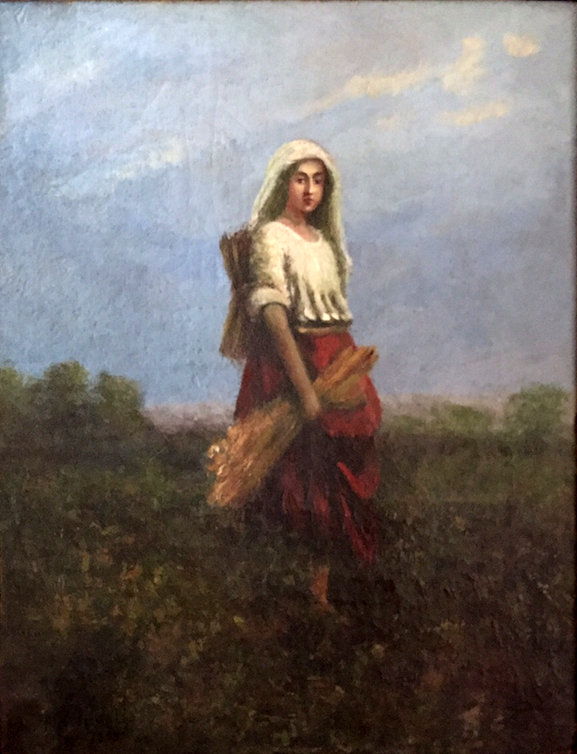
Segadora (Mietitrice)
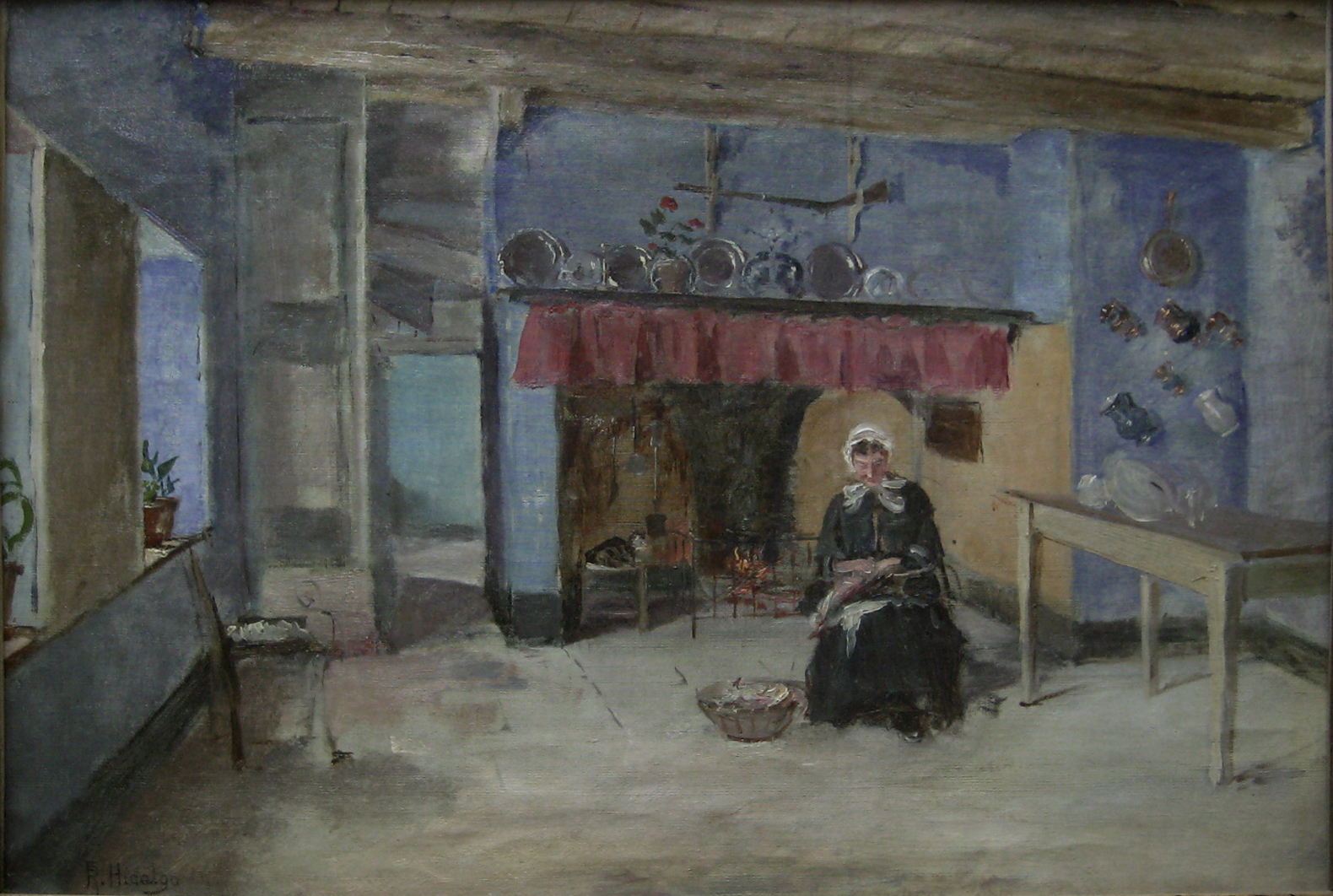
Interior de una casa (Interno di una casa)
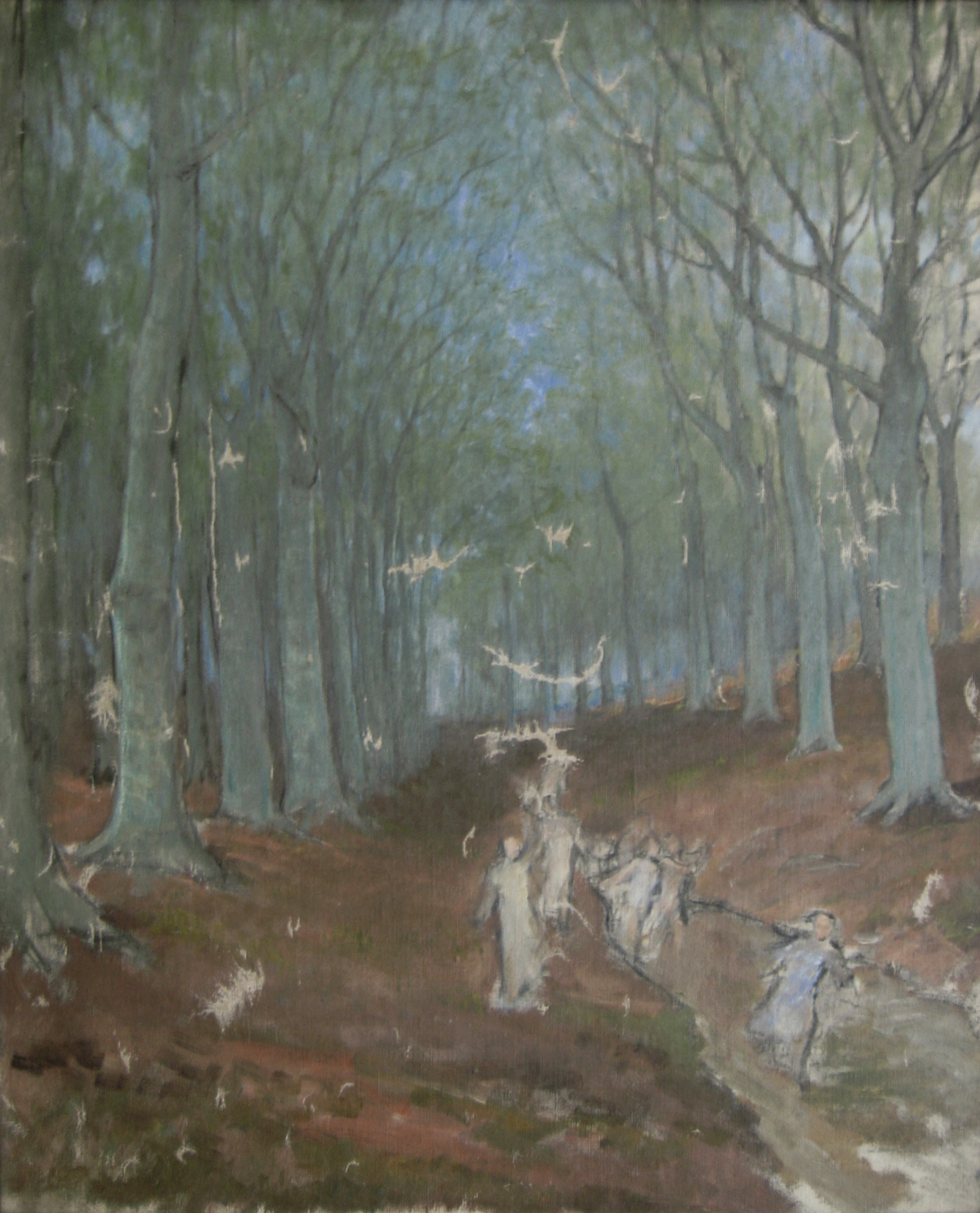
Arboleda (Albereto)
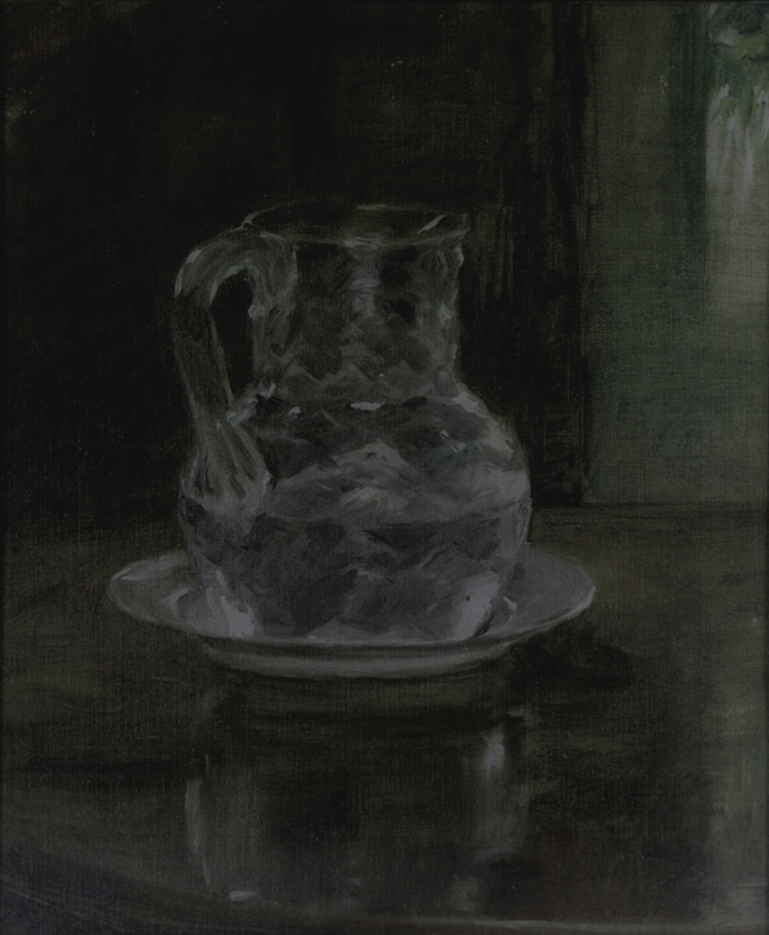
Jarra de agua (Caraffa d'acqua)
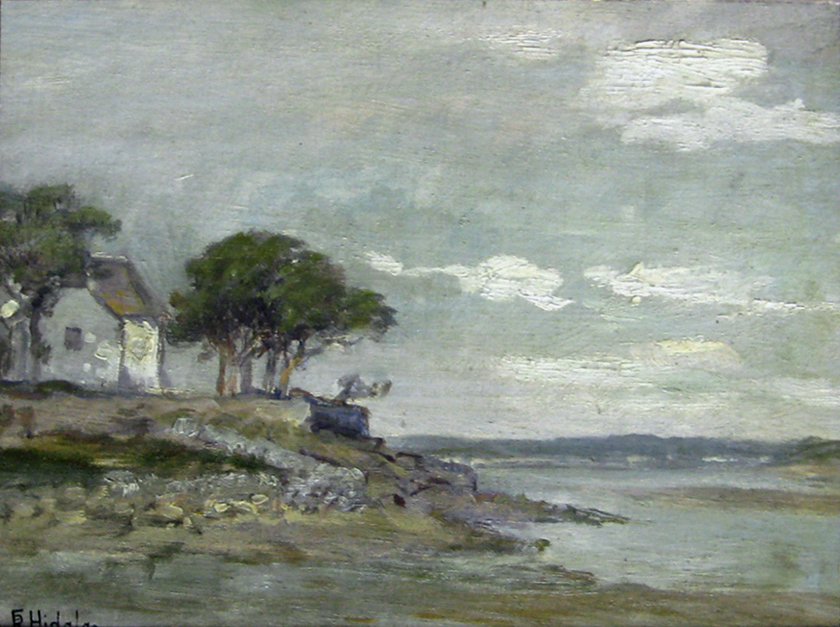
La casa cerca del río (Casa vicino al fiume)
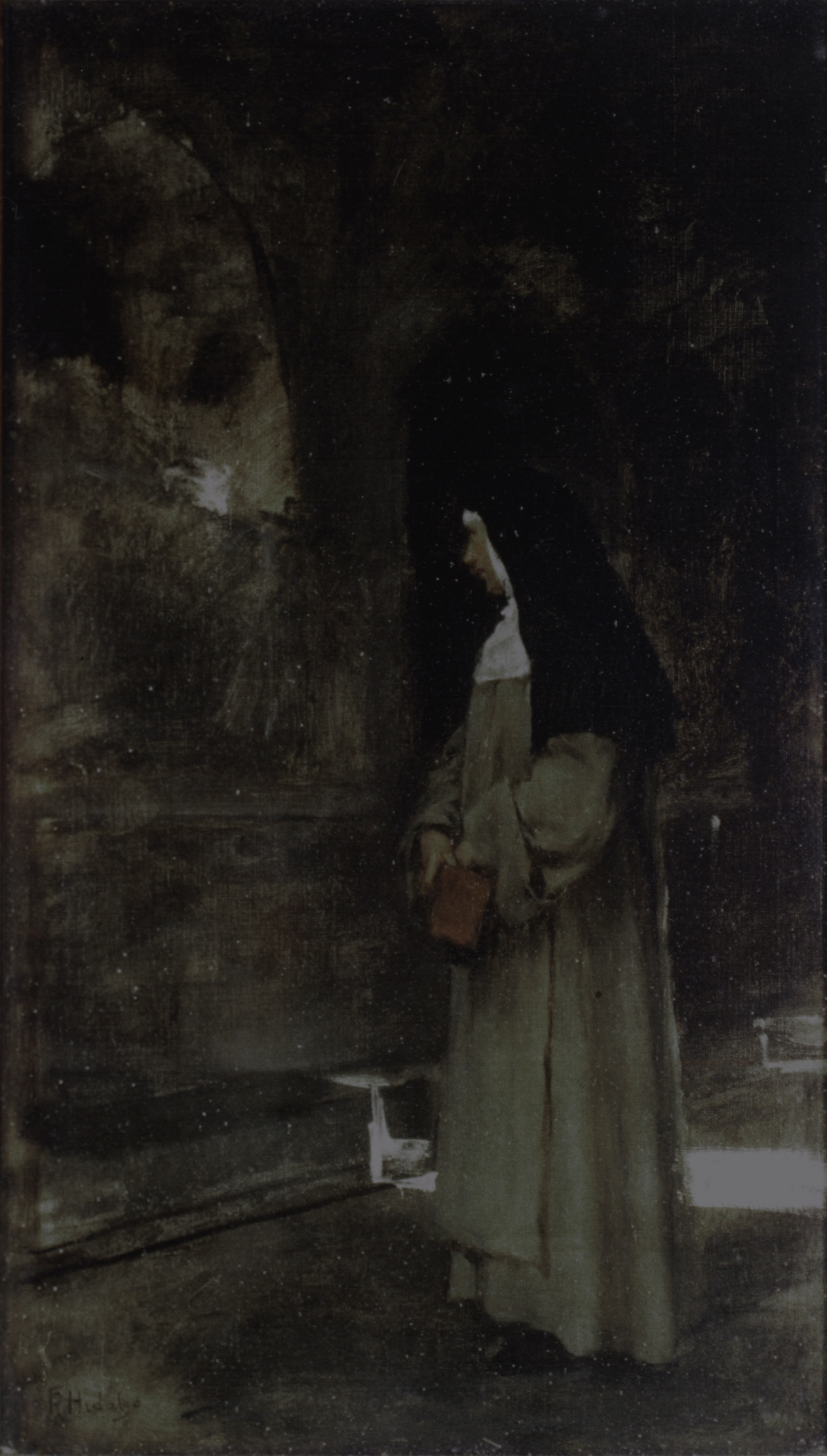
La madre en el claustro (La madre nel chiostro)
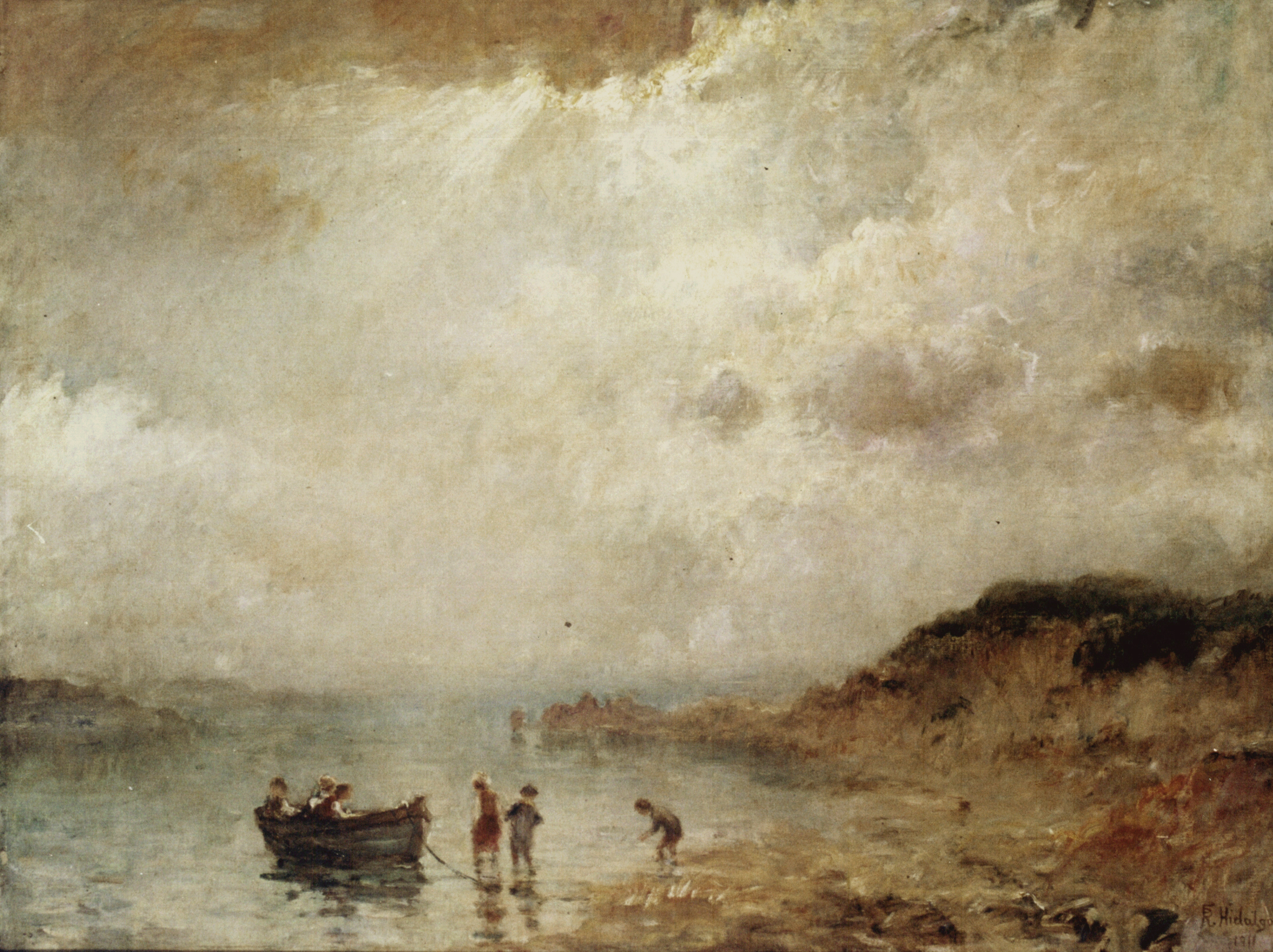
La marina (La marina), 1911
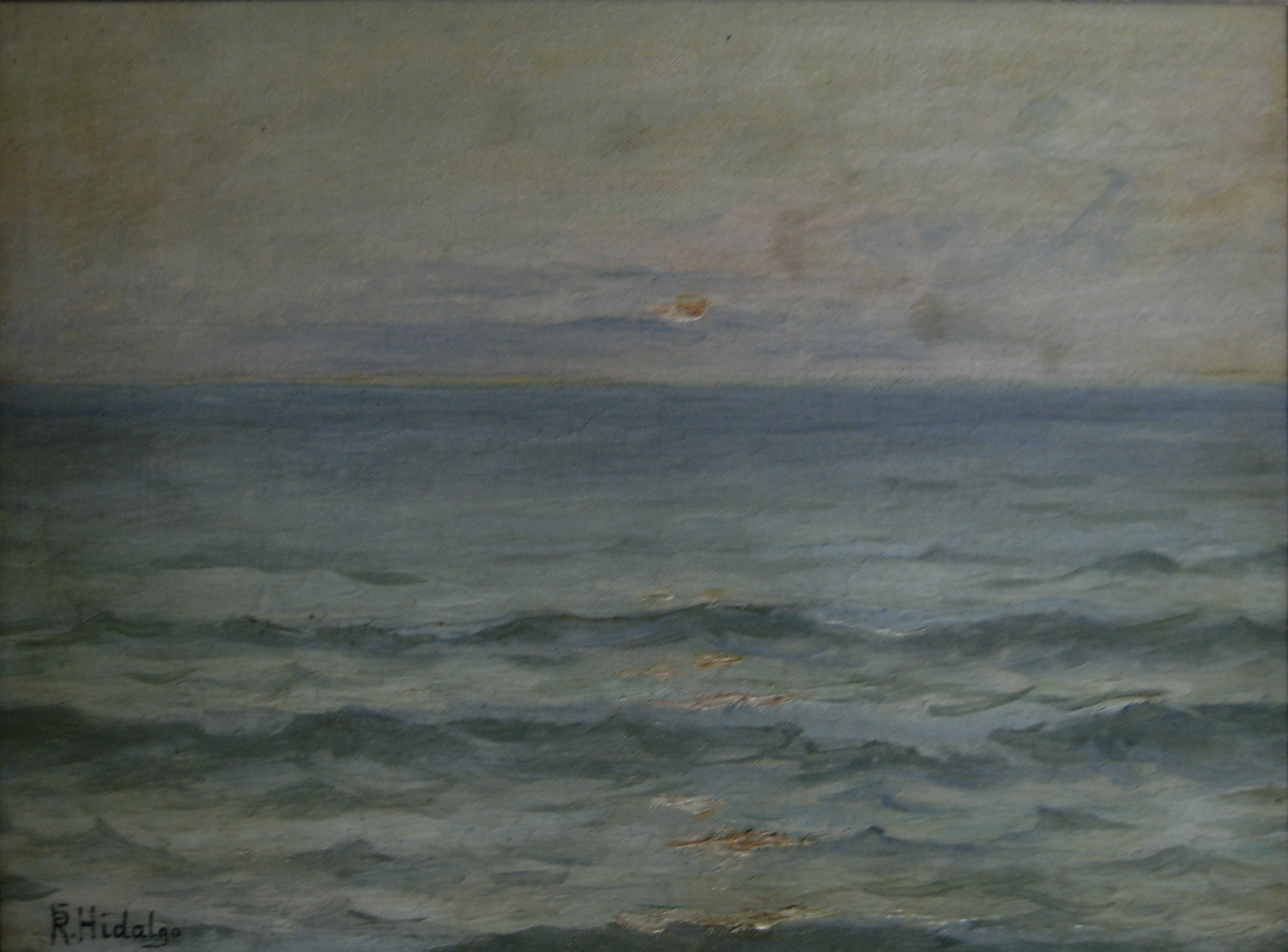
Marina (Marina)
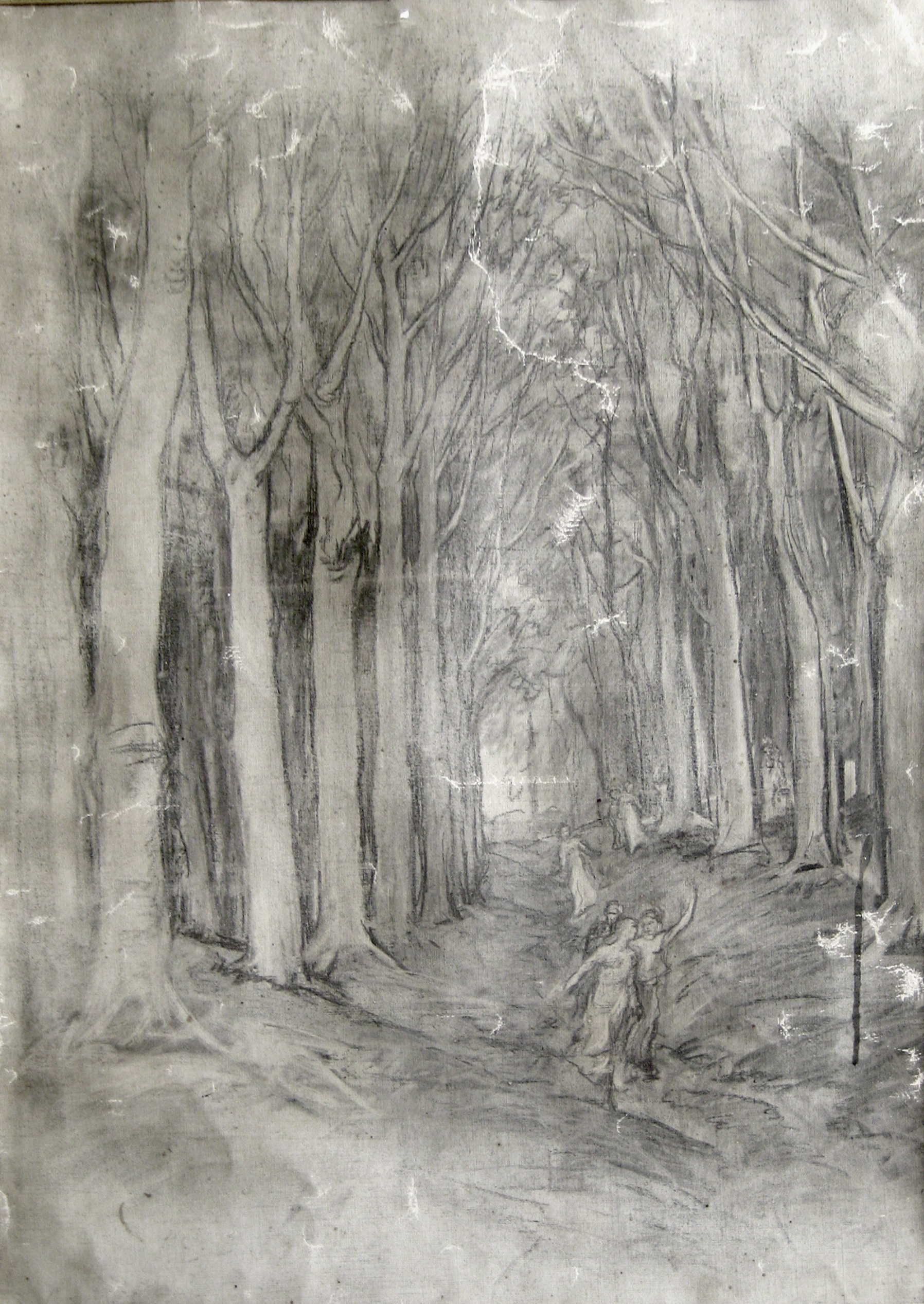
Arboleda (Albereto)
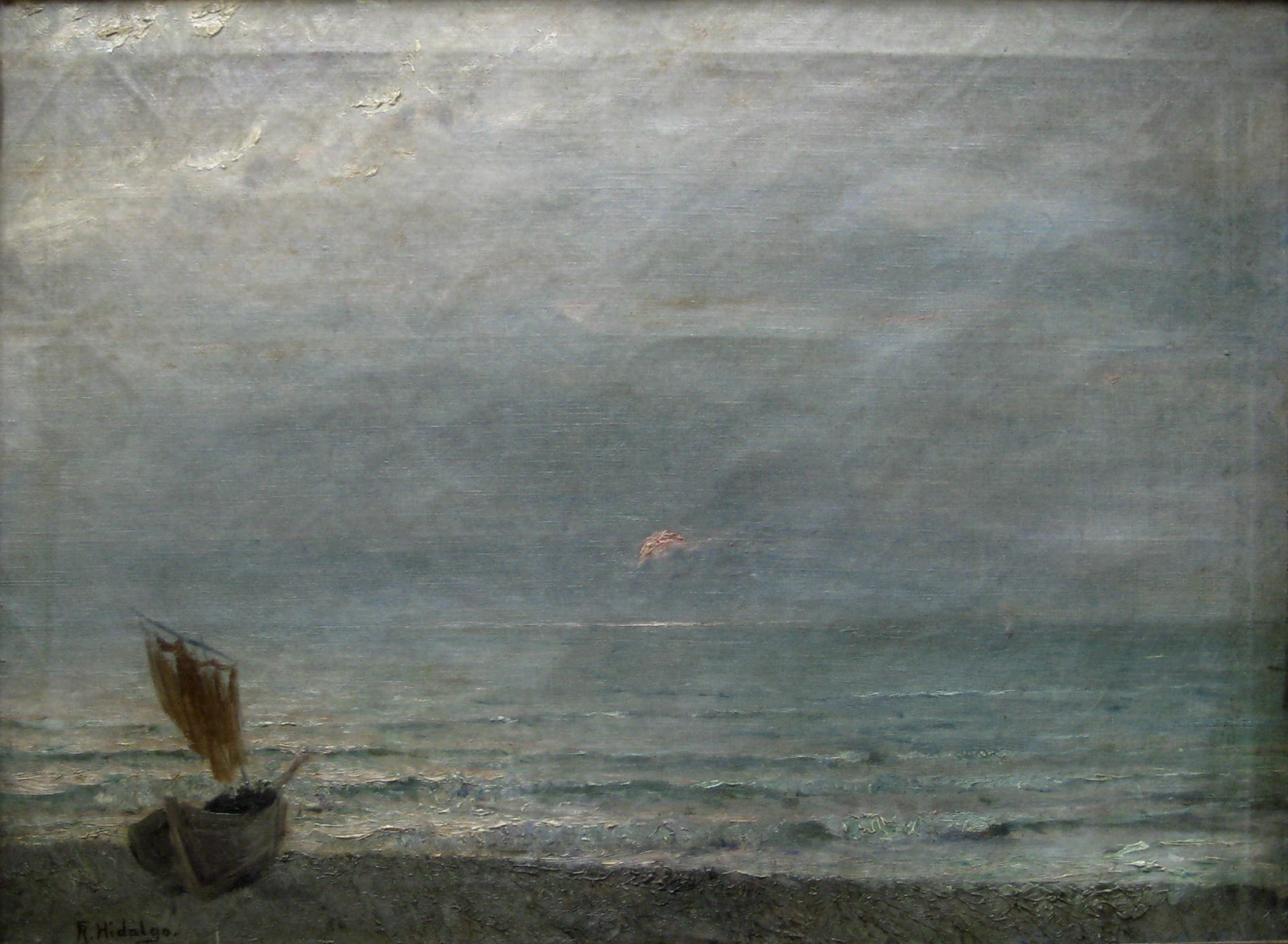
Marina con barco (Marina con barca)
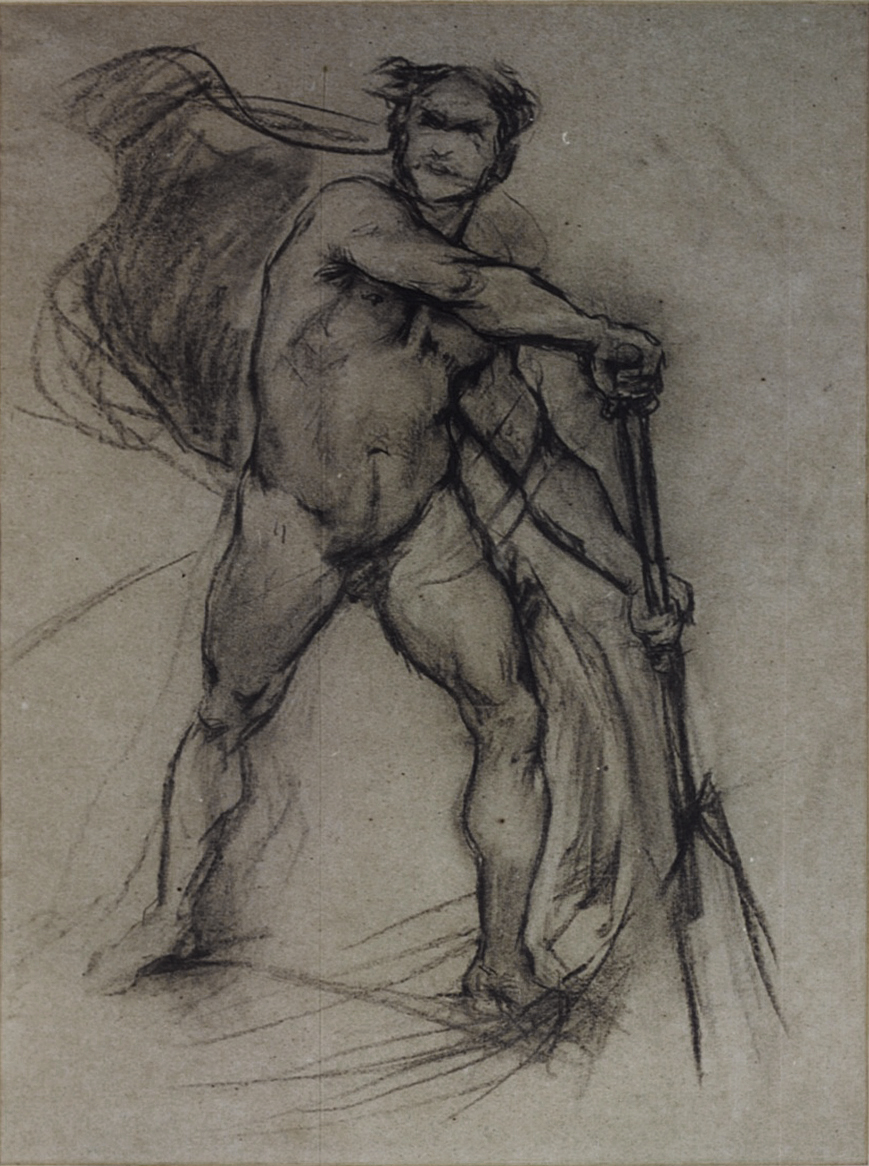
Estudio de Caronte (Studio di Caronte)
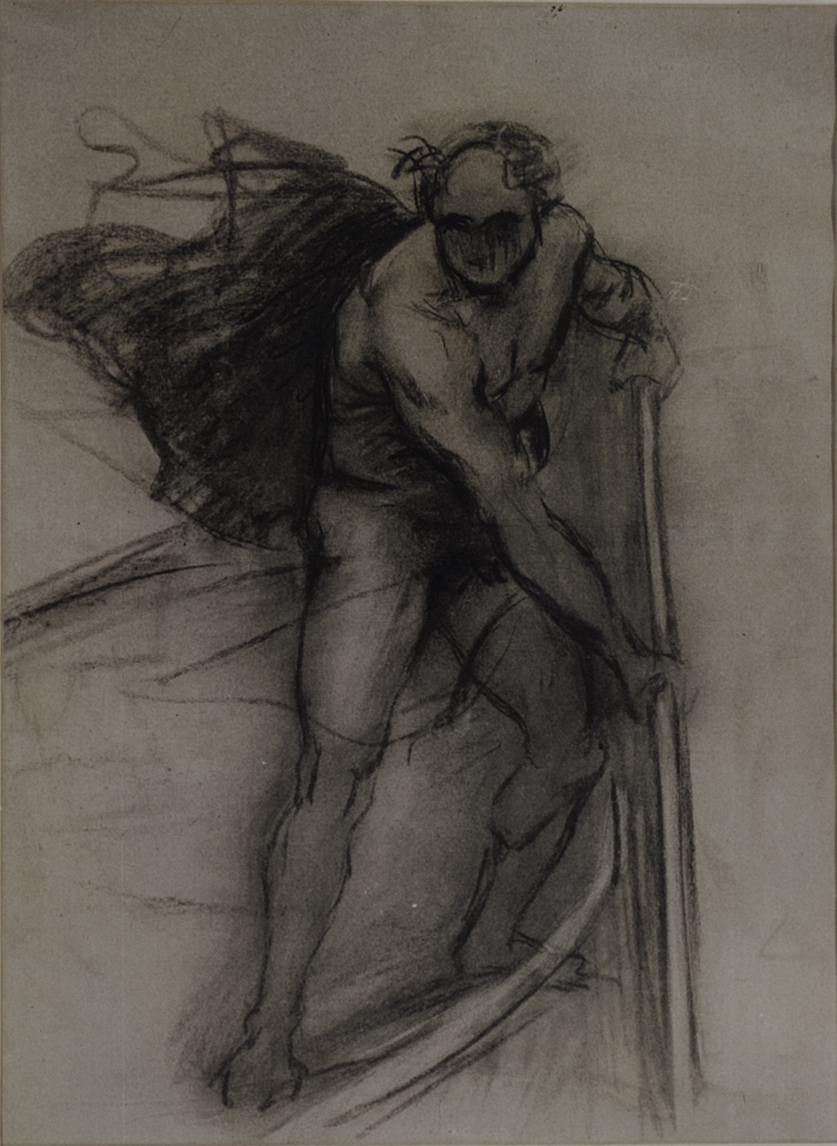
Estudio de Caronte (Studio di Caronte)
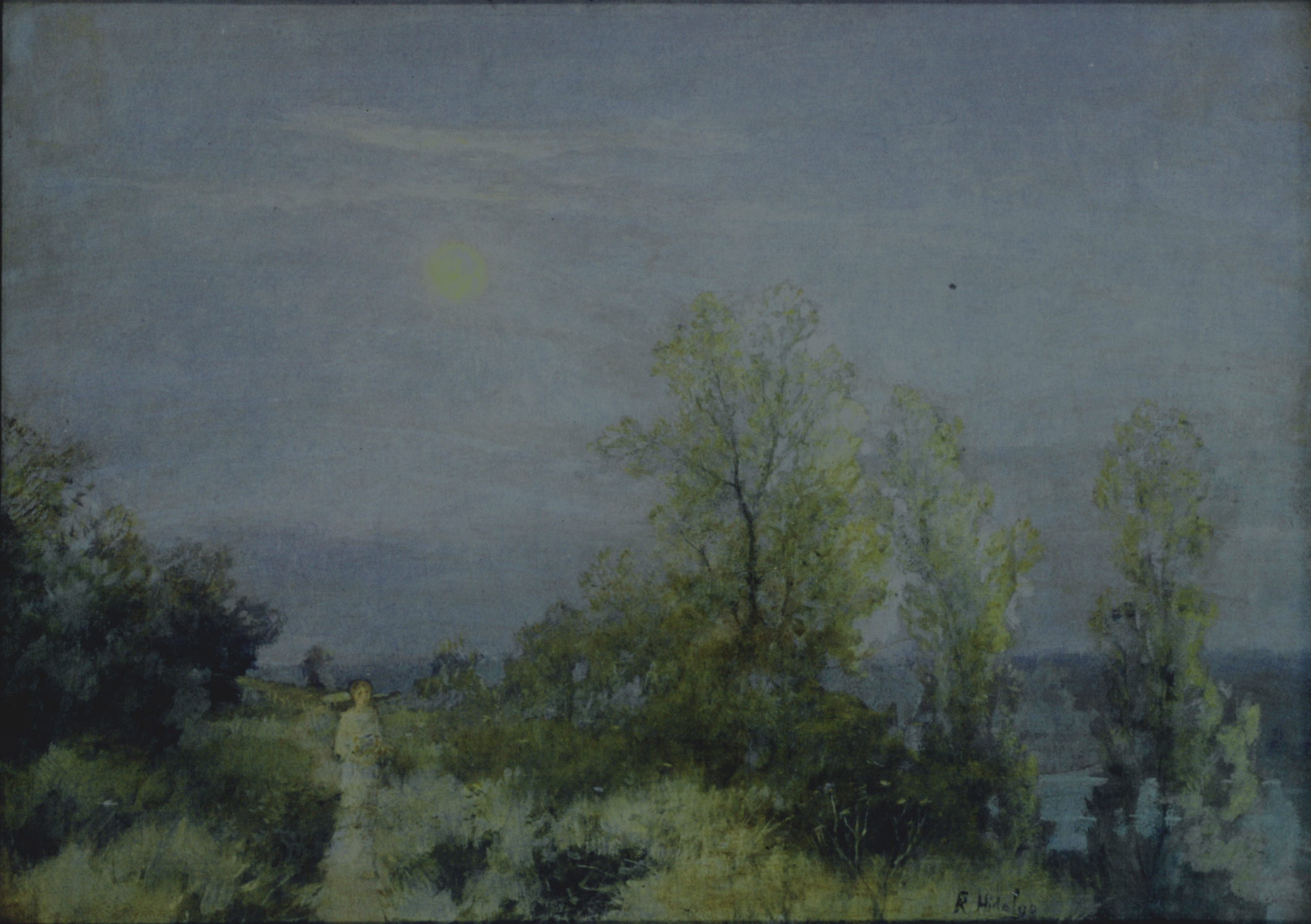
Una dama a la luz de la luna (Una dama alla luce della luna), senza data, collezione privata
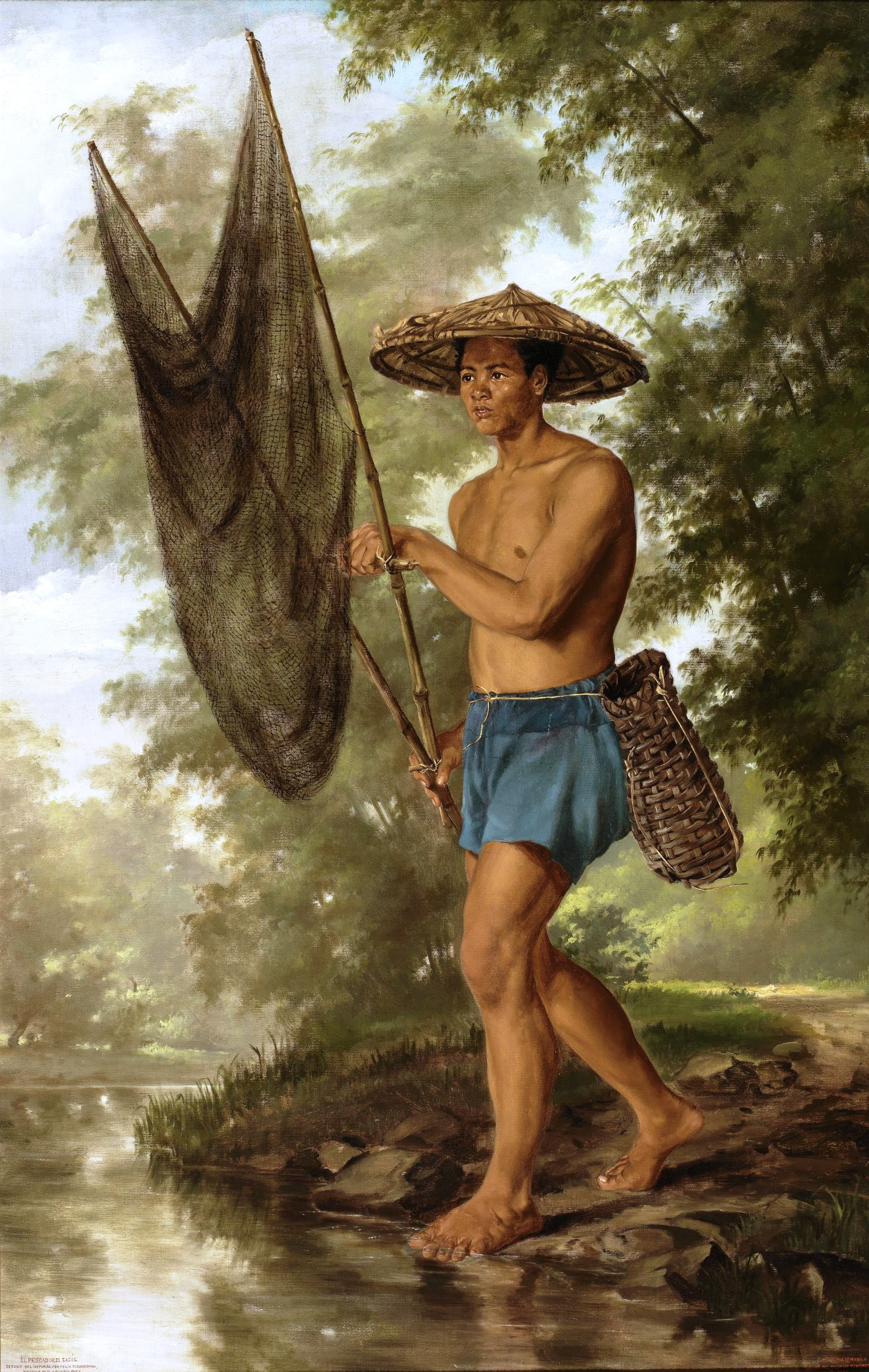
El pescador de Sacag (Il pescatore di Sacag), 1875
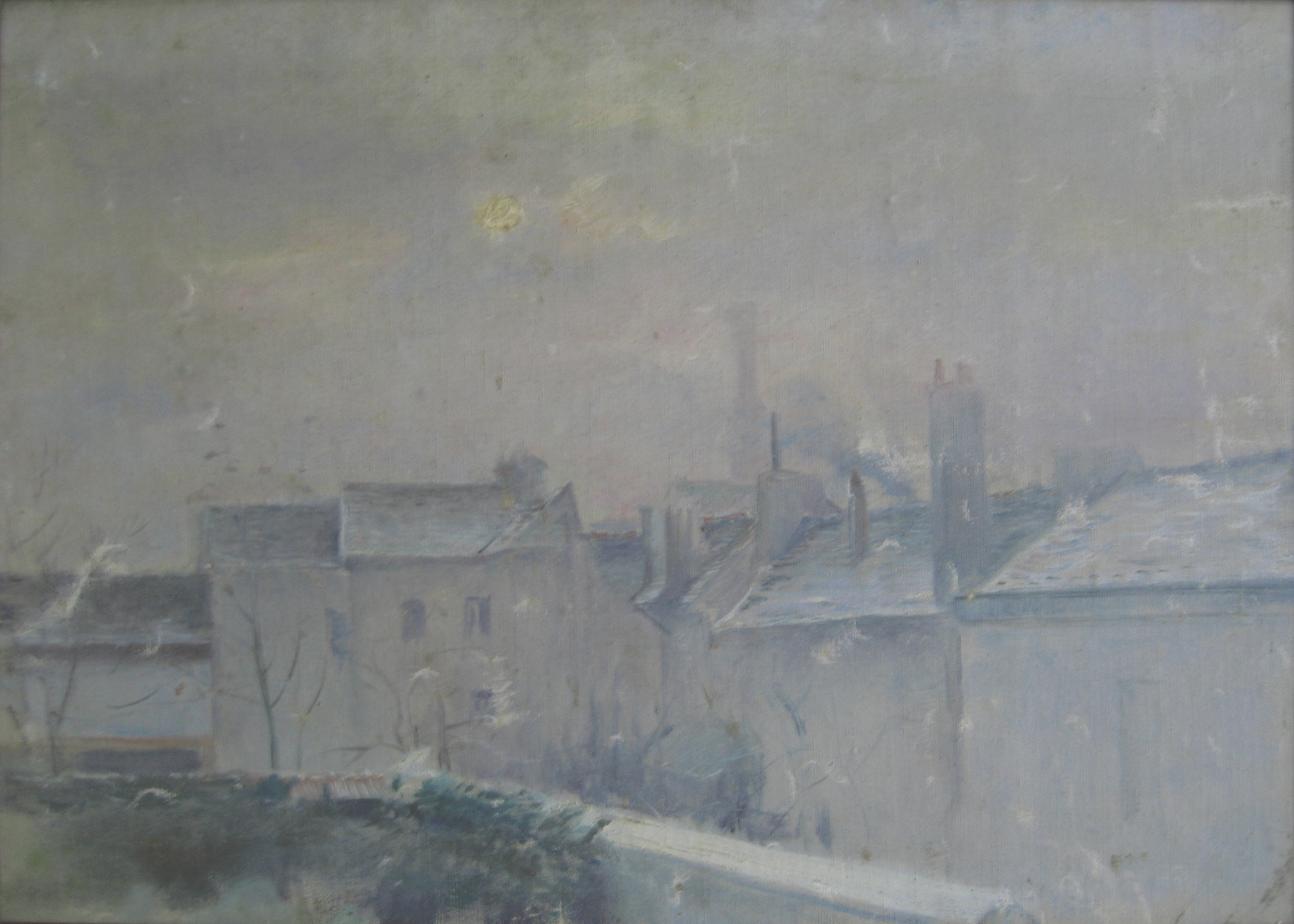
Pueblo de Bretaña 1 (Villaggio della Bretagna 1)
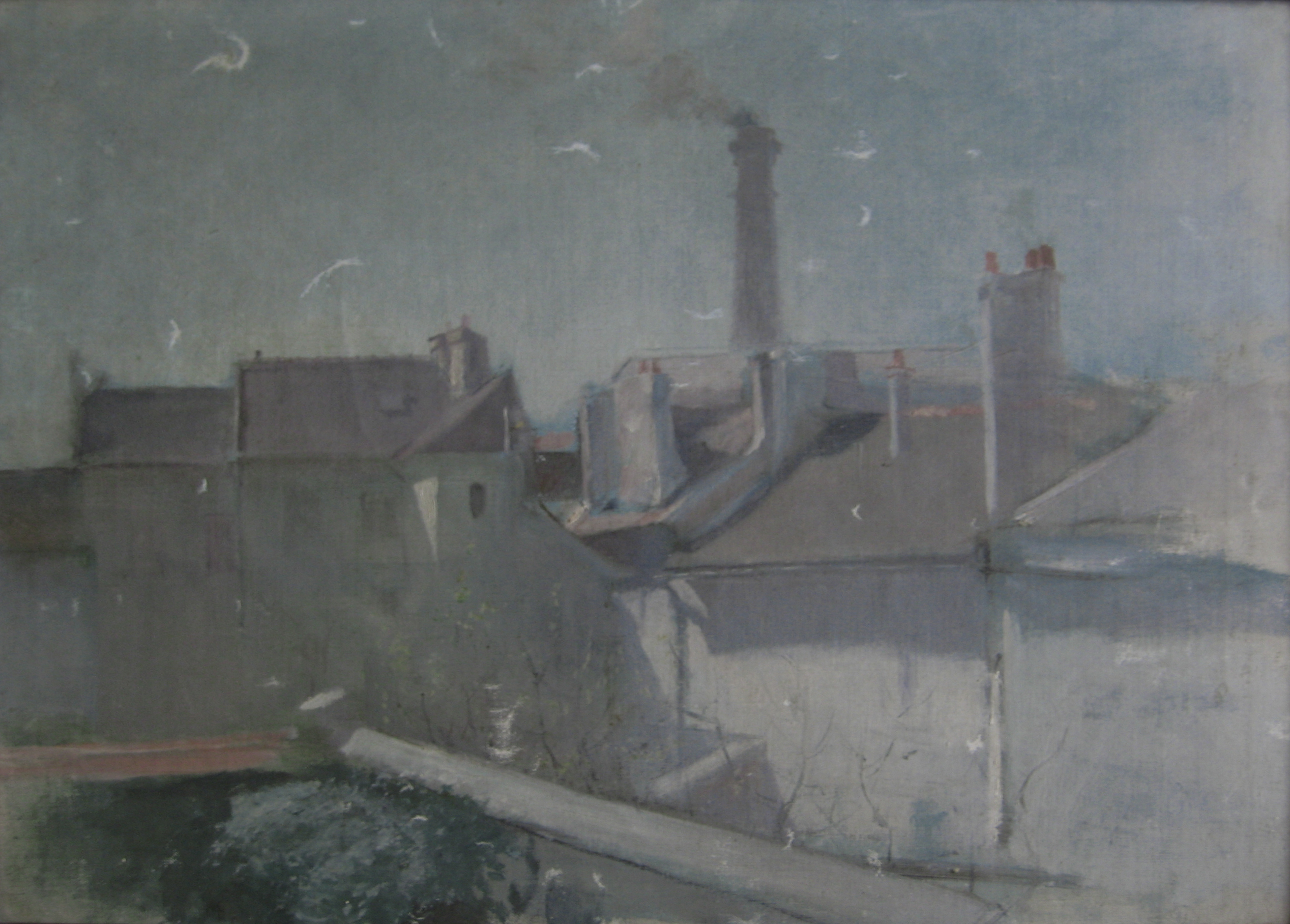
Pueblo de Bretaña 2 (Villaggio della Bretagna 2)
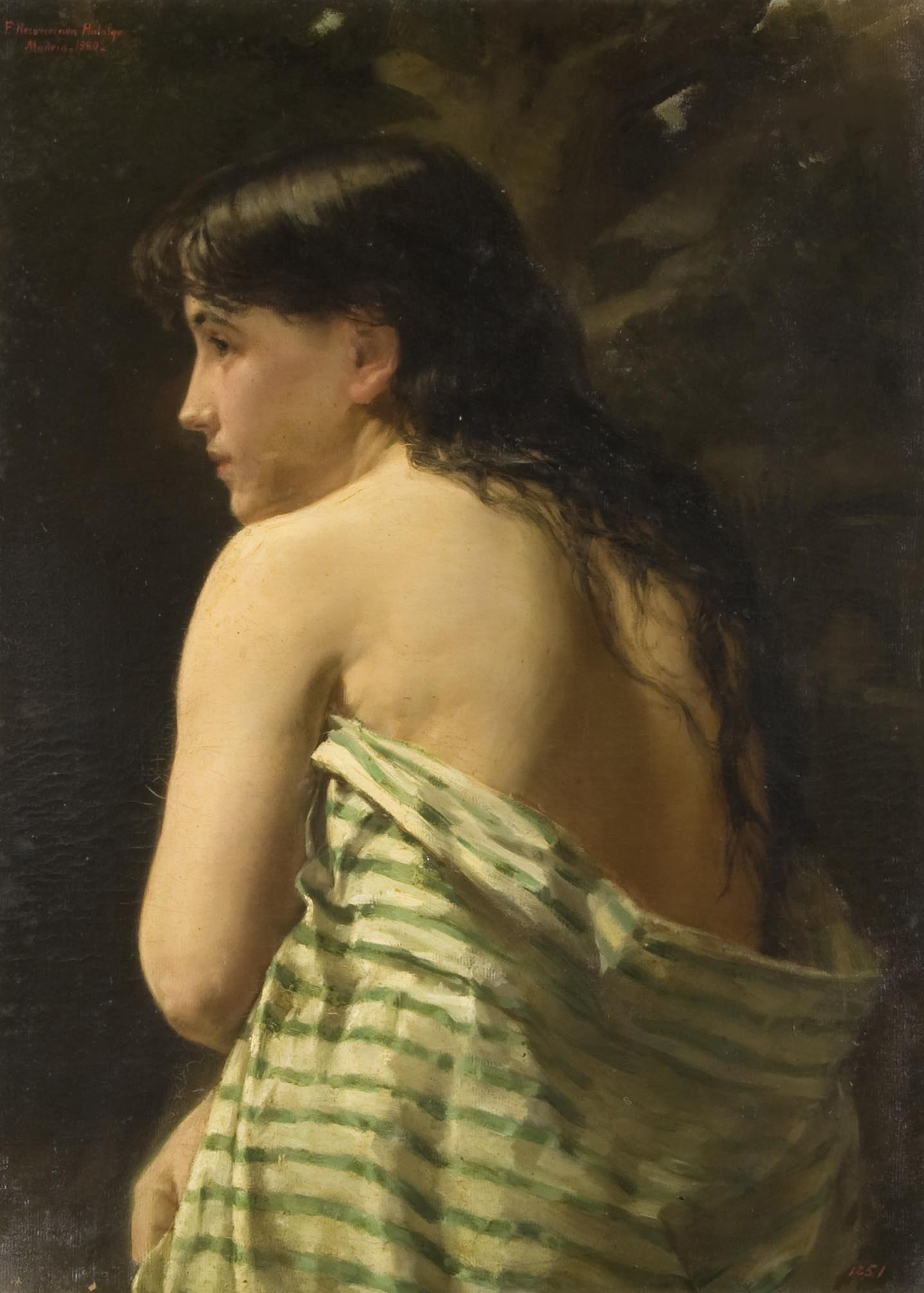
Joven filipina (Giovane filippina), 1890